# Escalar de Lorentz
En una teoria relativista de la física, un escalar de Lorentz és una expressió, formada a partir d'elements de la teoria, que s'avalua com un escalar, invariant sota qualsevol transformació de Lorentz. Un escalar de Lorentz es pot generar a partir, per exemple, del producte escalar de vectors, o de tensors contractants de la teoria. Mentre que els components dels vectors i tensors estan alterats en general sota transformacions de Lorentz, els escalars de Lorentz romanen sense canvis.
Un escalar de Lorentz no sempre es veu immediatament com un escalar invariant en el sentit matemàtic, però el valor escalar resultant és invariant sota qualsevol transformació de base aplicada a l'espai vectorial, en la qual es basa la teoria considerada. Un escalar de Lorentz simple a l'espai-temps de Minkowski és la distància espai-temps ("longitud" de la seva diferència) de dos esdeveniments fixos en l'espai-temps. Mentre que els 4 vectors de "posició" dels esdeveniments canvien entre diferents marcs inercials, la seva distància espai-temps roman invariant sota la transformació de Lorentz corresponent. Altres exemples d'escalars de Lorentz són la "longitud" de 4 velocitats (vegeu més avall), o la curvatura de Ricci en un punt de l'espai-temps des de la relativitat general, que és una contracció del tensor de curvatura de Riemann allà.

## Escalars simples en relativitat especial

### Longitud d'un vector de posició

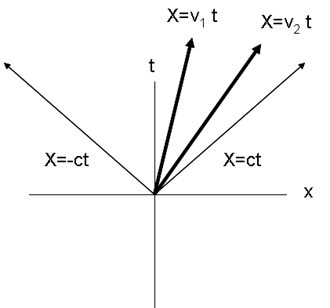
Línies del món per a dues partícules a diferents velocitats.

En la relativitat especial, la ubicació d'una partícula en l'espai-temps de 4 dimensions ve donada per{\displaystyle x^{\mu }=(ct,\mathbf {x} )}on {\displaystyle \mathbf {x} =\mathbf {v} t} és la posició en l'espai tridimensional de la partícula, {\displaystyle \mathbf {v} } és la velocitat en l'espai tridimensional i {\displaystyle c} és la velocitat de la llum
La "longitud" del vector és un escalar de Lorentz i ve donada per{\displaystyle x_{\mu }x^{\mu }=\eta _{\mu \nu }x^{\mu }x^{\nu }=(ct)^{2}-\mathbf {x} \cdot \mathbf {x} \ {\stackrel {\mathrm {def} }{=}}\ (c\tau )^{2}}on {\displaystyle \tau } és el temps adequat mesurat per un rellotge en el marc de repòs de la partícula i la mètrica de Minkowski ve donada per
{\displaystyle \eta ^{\mu \nu }=\eta _{\mu \nu }={\begin{pmatrix}1&0&0&0\\0&-1&0&0\\0&0&-1&0\\0&0&0&-1\end{pmatrix}}.}Aquesta és una mètrica com el temps.
Sovint s'utilitza la signatura alternativa de la mètrica de Minkowski en la qual s'inverteixen els signes dels uns.{\displaystyle \eta ^{\mu \nu }=\eta _{\mu \nu }={\begin{pmatrix}-1&0&0&0\\0&1&0&0\\0&0&1&0\\0&0&0&1\end{pmatrix}}.}Aquesta és una mètrica semblant a l'espai.
En la mètrica de Minkowski l'interval semblant a l'espai {\displaystyle s} es defineix com{\displaystyle x_{\mu }x^{\mu }=\eta _{\mu \nu }x^{\mu }x^{\nu }=\mathbf {x} \cdot \mathbf {x} -(ct)^{2}\ {\stackrel {\mathrm {def} }{=}}\ s^{2}.}Utilitzem la mètrica de Minkowski semblant a l'espai a la resta d'aquest article.